# Kristaq Antoniu
Kristaq Antoniu, rum. Cristache Antoniu (ur. 2 grudnia 1907 w Bukareszcie, zm. 17 marca 1979 w Tiranie) – albański aktor i śpiewak operowy.

## Życiorys
Urodził się w ubogiej rodzinie albańskiej, która wyemigrowała z Boboshticy do Rumunii z powodów ekonomicznych. Po ukończeniu szkoły średniej w 1921 r. podjął naukę sztuki wokalnej. W 1925 r. zaczął studia w szkole aktorskiej, którą ukończył w 1928 r. Dalej kształcił swój głos pod kierunkiem Michaila Toskani Drenovy, tenora Opery Narodowej w Bukareszcie.
Po ukończeniu studiów zaczął występować na koncertach jako piosenkarz, W 1930 wystąpił na festiwalu wokalnym dla studentów w Bukareszcie, a w 1933 po raz pierwszy zaśpiewał publicznie w Albanii. Oprócz śpiewu zajmował się także aktorstwem. Zadebiutował w filmie rumuńskim Pierwszy grzech w 1924 r. W filmie Napasta (Uderzenie) w reż. Gheorghe Popescu z 1928 r. zagrał po raz pierwszy główną rolę. Potem wystąpił jeszcze w 14 filmach fabularnych. Ostatnia z jego ról filmowych to epizod w albańskim filmie Gjurma z 1970 roku.
Od 1934 występował jako tenor wraz z rumuńskim teatrem Alhambra. W tym samym czasie odwiedził po raz pierwszy kraj swoich rodziców, występując w serii koncertów wspólnie z Lolą Gjoką w Tiranie, Korczy, Durresie i w Szkodrze. Po powrocie do Bukaresztu występował w teatrze Alhambra. W 1939 r. powrócił do Tirany i debiutował w radiu albańskim.
W roku 1940 kształcił głos pod kierunkiem Paolo Vorezzy jako stypendysta konserwatorium św. Cecylii w Rzymie.  Z Tirany ponownie wyjechał do Włoch, gdzie kształcił się w Centro di Canto, pod kierunkiem Manfrediego Polverosiego. W tym czasie stał się sławny we Włoszech dzięki swojej roli w operze Rycerskość wieśniacza, wystawianej w Teatrze Garibaldi we Florencji.
Po wyzwoleniu Albanii w 1944 roku powrócił do kraju, gdzie odbył serię koncertów w największych miastach. Był także współtwórcą Chóru Armii Albańskiej, a także Orkiestry Radia Tirańskiego. W 1949 r. ciężko zachorował i przez kilka miesięcy leczył struny głosowe w klinice w Budapeszcie. Po operacji mógł dalej śpiewać, ale już jako baryton. Zagrał 10 ról w Teatrze Opery i Baletu. Wystąpił w pierwszej albańskiej operze „Mrika”.
Był żonaty (żona Androniqi Zengo). W 1975 został nagrodzony przez władze albańskie tytułem Artysty Ludu (alb. Artist i Popullit) oraz Zasłużonego Artysty (Artist i Merituar). Imię Antoniu nosi jedna z ulic we wschodniej części Tirany (dzielnica Xhamlliku) i w Korczy.

## Role filmowe
- 1924: Primul pacat
- 1927: Nea Ghita Cocolos la Mosi
- 1927: Maiorul Mura
- 1928: Napasta
- 1928: Iancu Jianu
- 1929: Haiducii
- 1931: Ciocoii
- 1943: Takimi ne liqen
- 1970: Gjurma